# Joseph Alioto
Joseph Alioto (né le 12 février 1916 à San Francisco - mort le 29 janvier 1998) est un homme politique américain démocrate. Il a été le 36e maire de San Francisco, entre 1968 et 1976.

## Biographie
Son père était un immigrant sicilien, propriétaire d'entreprises de pêche. Sa mère est née à San Francisco en 1893. Ils se sont rencontrés sur un bateau de pêche en échappant au séisme de 1906 à San Francisco. Il a étudié à la Sacred Heart High School et est diplômé de l'université catholique d'Amérique. Il a travaillé pour le département de la Justice, et retourne à San Francisco après la Deuxième Guerre mondiale. Il a été maire de la ville du 8 janvier 1968 au 8 janvier 1976 après avoir été réélu en 1971. Il a soutenu le projet de construction du célèbre building Transamerica Pyramid, ainsi que l'Embarcadero Center.